# Лота (притока Туломе)
Лота (рус. Лотта; фин. Luttojoki) руско-финска је река која протиче преко источних делова Лапоније и западних делова Мурманске области. У Русији протиче преко територија Печенгшког и Кољског рејона.
Свој ток започиње као отока маленог ледничког језера Луто код села Сариселке, тече у смеру истока и улива се у вештачко Горњотуломско језеро. Припада басену реке Туломе, односно басену Баренцовог мора. Дужина водотока је 235 km, а укупна површина сливног подручја око 7.980 km².
Пре преграђивања корита реке Туломе и фомирања Горњотуломске акумулације, река Лота се уливала у ледничко језеро Нотозеро. Река Лота углавном тече преко равничарског подручја, док се у једном мањем делу корита примећује присуство брзака. Карактерише је углавном нивални (топљење снега) режим храњења. Најважније притоке Лоте су Аким са леве и Коаланјоки са десне стране.
На обалама реке Лоте налази се село Светлиј.